# Štěpán IV. Uherský
Štěpán IV. Uherský (maďarsky: IV. István; 1133 ?– 11. dubna 1165, Zimony) byl uherský vzdorokrál v letech 1163–1165. Byl to třetí syn Bély II. a Heleny Srbské.

## Život
V mládí se Štěpán vzbouřil proti svému staršímu bratrovi, králi Gejzovi II. a poté utekl ke dvoru byzantského císaře Manuela I., který ho oženil se svou neteří Marií. Po smrti Gejzy II. v roce 1162 uherští baroni - přičiněním císaře Manuela - zvolili králem jeho mladšího bratra Ladislava II. proti jeho mladému synovci Štěpánovi III. Ladislav již v lednu 1163 zemřel a protikrálem se stal nejmladší z bratrů Štěpán (IV.) Fridrich I. Barbarossa, který se snažil Arpádovce získat pro podporu papeže Viktora IV. pověřil zásahem v Uhrách mimo jiných i českého krále Vladislava II., Vladislav hájil Štěpána III. a zásadu primogenitury. Roku 1164 vstoupili Češi za velkého drancování na uherské území a setkali se s byzantskými sbory, k bitvě mezi nimi nedošlo, Manuel ustoupil za Dunaj a Vladislav dosáhl uznání Štěpána III. Štěpán IV. byl zajat a brzy poté propuštěn. Vládu Štěpána III. v Uhersku posléze přijal i císař Manuel I. a Štěpánovi IV. dal k dispozici pevnost v Zemunu. Odtud Štěpán IV. podnikl několik útoků na sousední uherské území. Jednotky Štěpána III. Zemun oblehly a obránci pevnosti Štěpána IV. otrávili ještě předtím, než se vzdali. Štěpán byl pohřben v Zemunu a později bylo jeho tělo převezeno do Székesfehérváru.